# Vladimir Tomilovsky
Vladimir Petrovitch Tomilovsky (4 avril 1901 - 17 juin 1991) est un peintre russe de paysages sibériens, du XXe siècle. 

## Biographie

### Enfance

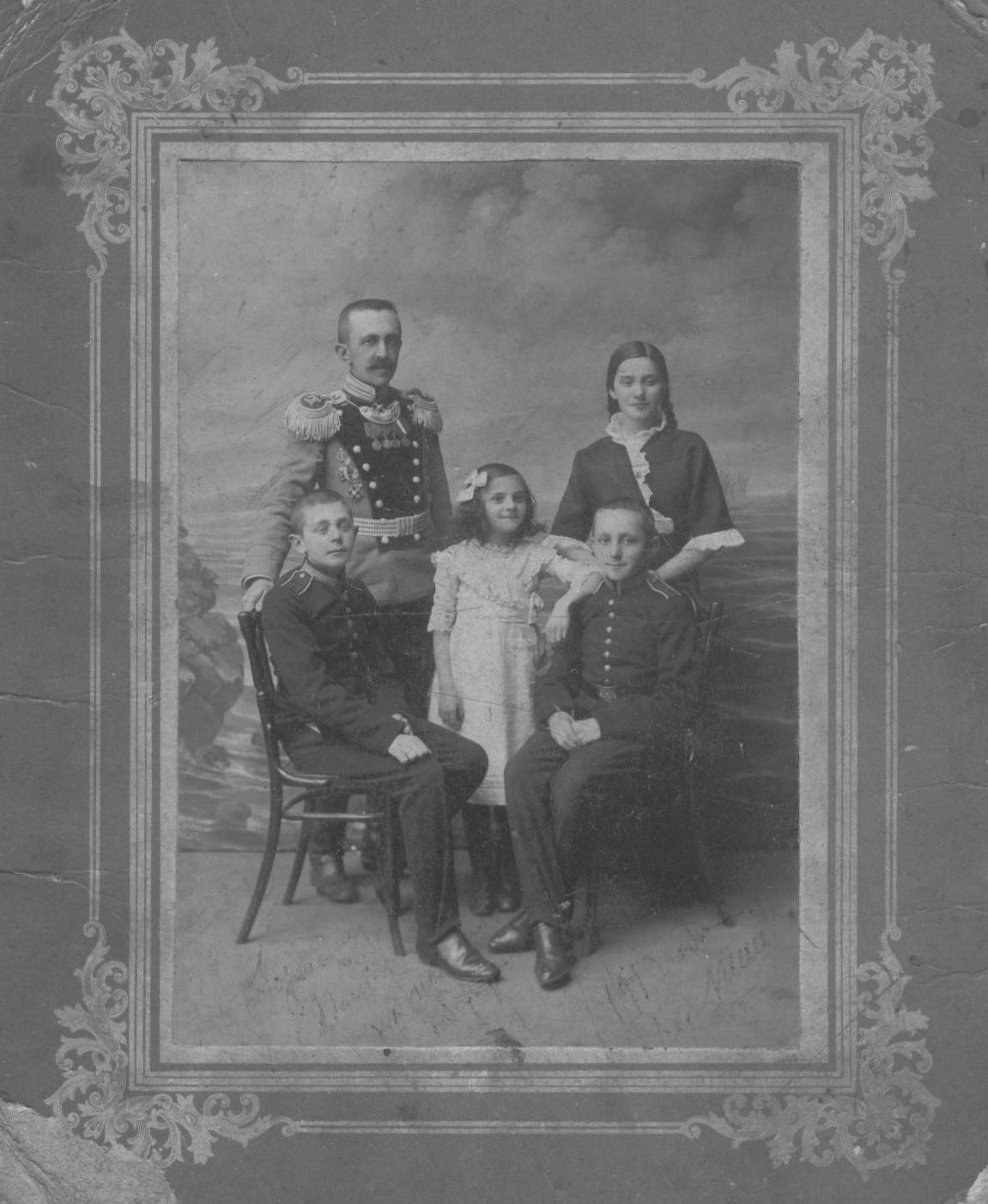
Pyotr Tomilovski avec ses enfants, 1915 (V. Tomilovsky est dans le coin en bas à gauche)

Vladimir Petrovitch Tomilovsky est né à Novogueorguievsk, dans l'Empire russe. Il est issu d'une famille de militaires.
Son grand-père Tomilovsky était un général de l'armée russe et son père, Piotr Petrovitch Tomilovsky, était un colonel de l'armée russe et fut l'un des premiers pilotes de montgolfières. Sa mère, Maria Tomilovskaya, née Marie Pitz-Noirot, est née à Paris et est venue en Russie en tant que professeur de français. 
La famille a eu quatre enfants  : Nadejda, Vladimir, Piotr et Maria. En raison des affectations des missions militaires, ils ont dû souvent déménager : Tomilovsky a passé ses premières années à Oulan-Oudé, en Sibérie. À l'âge de neuf ans, il a été envoyé à l'école militaire de la ville d'Irkoutsk, en Sibérie orientale, où la famille résidait à ce moment-là. parmi toutes les disciplines scolaires, le dessin est devenu son sujet de prédilection.

### Études et carrière dans l'armée
Sorti diplômé de l'école militaire en 1917, il a commencé sa carrière dans la division d'ingénierie de l'armée de l'Amiral Koltchak.
Il servit dans l'Armée rouge de 1919 à 1924. Lorsque son service s’arrête, il a le grade de chef du personnel de l'escadron de cavalerie de la 14e division ad hoc. 
Après cela, de 1920 à 1921, il a étudié la peinture dans un atelier d'art à Tomsk. 
Plus tard, de 1926 à 1930, il poursuit ses études d'art à Irkoutsk avec des cours d'art de la peinture qui ont été donnés par Ivan Kopylov, ancien élève de l'Académie des Arts de Paris. Parallèlement, Tomilovsky épouse Tatiana Kazakova en 1924. Leur fille Maria nait le 10 mai 1927.
Il s'installe à Moscou en 1930 pour poursuivre ses études d'art à l'Académie des Arts de Moscou. Cependant, il les met entre parenthèses pour gagner sa vie et commence à travailler en tant qu'artiste pour une commission d'art. 
En 1934, il est pris par le tourbillon de la répression politique et est accusé d'avoir tenté d'assassiner Sergueï Kirov en vertu de l'article 58. À la suite de cette accusation, Tomilovsky passe 2 ans et demi en prison et sort en 1937 sans avoir le droit de résider ou même de visiter Moscou. C'est pourquoi il décide de retourner à Irkoutsk, où sa famille l’attend. 
Peu de temps après son retour, il devient membre de l'Union des Artistes de l'URSS.
Le lendemain du début de la guerre entre l’Allemagne et l’Union soviétique, il présente sa demande en tant que bénévole pour entrer dans l'armée soviétique, mais celle-ci lui est refusée. 
Pour participer à l'effort de guerre, il commence à travailler sur la création d’affiches dans les ateliers de «Agit-OKNA TASS». 
Au cours de la guerre, il produit un certain nombre d'affiches et de dessins dans les journaux locaux afin de soutenir le mouvement anti-fasciste. 
En 1943, Tomilovsky est élu en tant que président de l'Union des Artistes soviétiques d'Irkoutsk. À partir de 1946, il est élu six fois de suite chef du Comité d'audit de cette Union, à chaque fois pour une durée de deux ans.. Il travaille dans cette position jusqu'à la fin de la guerre. 
Entre 1956 et 1961, il est désigné pour être l'artiste en chef de la ville d'Irkoutsk. Depuis cette période, il est membre permanent du comité de vérification de l'Union des Artistes d'Irkoutsk. Aider les jeunes artistes a été considéré comme l'une de ses principales priorités au travail.
La réhabilitation définitive des accusations politiques de Tomilovsky ne l’atteint qu'en 1982. La vraie raison de sa peine de prison a finalement été divulguée dans les archives du KGB – C’était à cause de son appartenance à la famille d’un général de l'armée russe. Jusqu'à sa mort en 1991, Vladimir Tomilovsky travaille dans son atelier à Irkoutsk, où il a produit plus d'un millier de peintures. Il décède le 17 juin 1991 à l'âge de 90 ans.
Tout au long de sa vie, Vladimir Petrovitch Tomilovsky a peint plus de 1000 tableaux. Ses œuvres ont été présentées dans de nombreuses expositions en Russie (en Sibérie et à Moscou), au Japon, en Allemagne, et aux États-Unis. Ses tableaux se trouvent dans des musées en Russie et dans des collections privées en France, en Angleterre, en Grèce, en Israël, en Suisse, en République tchèque.

## Les travaux de création

### Paysages sibériens

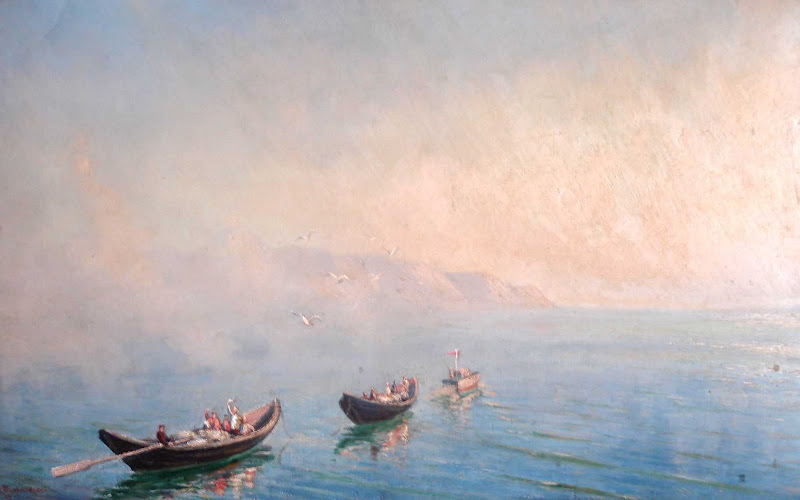
Les pêcheurs sur le lac Baïkal, 1949

En regardant la vie créative de Tomilovsky, on peut facilement retracer les principales étapes de son développement. Le début de sa carrière d'artiste a été clairement marqué par la peinture de paysage. Selon l'opinion d'un artiste basé à Irkoutsk Alexandra Madisson, Tomilovsky «ressentait la nature» et avait la capacité de voir tout de suite l'important dans l'imperceptible. Cela explique pourquoi il a excellé dans ce qu'on appelle les «paysages intimes», plein de chaleur et d’humeur lyrique. Plus Tomilovsky s’est développé en tant qu’artiste, plus ses tableaux sont devenus optimistes et ensoleillés. L'un des principaux thèmes de son art était le lac Baïkal qui est situé en Sibérie, près de la ville d'Irkoutsk, où l'artiste a passé la plupart de sa vie. Vladimir Tomilovsky connaissait très bien Baïkal : depuis des années, il s'était promené le long de ses rives, il y a navigué un certain nombre de fois et a toujours accordé une grande attention à l'eau du lac dans sa peinture, qui capture des centaines de ses nuances. On pouvait toujours sentir la présence humaine dans ses tableaux malgré l’absence de représentation humaine dans la plupart de ceux-ci. Tomilovsky a peint ses œuvres pour rapprocher les hommes des trésors de la nature. C'est probablement pourquoi la peinture appelée "La Perle du Lac Baïkal» a été exposée pendant de nombreuses années au musée limnologique d'Irkoutsk situé sur la rive du lac.

### Construction des centrales hydroélectriques en Sibérie

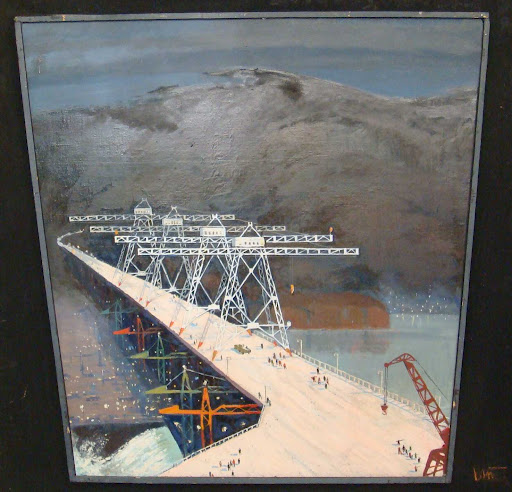
Construction de la centrale hydroélectrique d'Ust-Ilimsk, 1984

Au début des années 70, beaucoup de choses que Tomilovsky peignait avant, cessent de le satisfaire. Il commence à sentir le pouls rapide des nouveaux développements industriels en Sibérie. Inspiré par le progrès technologique, Tomilovsky s'est posé une question profonde: «Comment devrait être le nouvel art? Il y répondit par un nouveau sujet dans son art dédié à la représentation des sites massifs pour les stations hydroélectriques, qui étaient grandioses ainsi que les développements les plus innovants de la Sibérie de l'époque. Cette nouvelle inspiration fut un tournant majeur dans le style créatif de l'artiste étant donné qu’il décide que ces nouvelles pièces d'art ne doivent pas être «peintes», mais plutôt «construites» comme les développements industriels eux-mêmes. C’était le nouveau style de peinture de Tomilovsky, qui vise à dépeindre la grandeur et l'ampleur des projets de construction soviétiques de la seconde moitié du XXe siècle Selon A.Madisson, cette période de l'art Tomilovsky pourrait être caractérisée par ce qu'il a déclaré à l'ouverture de l'une de ses expositions : «Nous devons entrer dans l'espace de ce nouvel art, avec une vision large et des solutions plus courageuses, où tout ce qui est petit et inutile est balayé. »

### Le thème Eternity

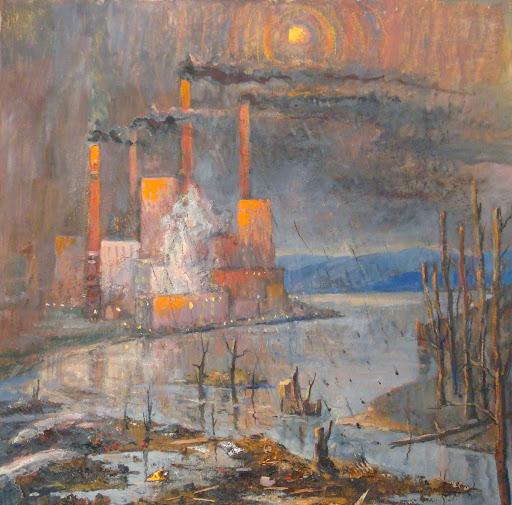
Sur le bord du XXIe siècle, 1990

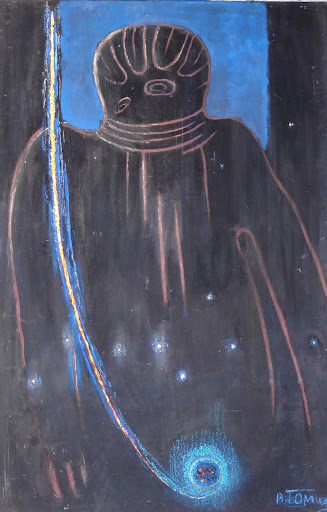
Le Grand
Dieu martien

Un nouveau tournant caractérise la dernière période de création de Tomilovsky. Son art est devenu plus laconique et les thèmes de l'éternité cosmique sans fin et de la vie momentanée de l'homme sont devenus plus prononcés. On peut trouver ces réflexions dans des œuvres comme «Le Grand Dieu martien», où Tomilovsky dépeint les forces surnaturelles, l'esprit universel et la planète Terre à son origine. Dans les œuvres tardives de l'artiste, on ne retrouve plus l'admiration des chantiers soviétiques. Au lieu de cela, les messages de la fragilité de notre planète, de sa nature face à l'urbanisation incessante et des préoccupations environnementales se font plus entendre. Le tableau intitulé «Sur le bord du XXIe siècle» est un exemple frappant de ces préoccupations. Larisa Lankina, un écrivain d’Irkoutsk, écrit dans un de ses articles que «la planète Terre dans l'art de Tomilovsky ressemble à une boule de Noël fragile vu par l'artiste sur la vacuité du monde extérieur, et il devient le symbole de la responsabilité de l'homme pour son avenir ».

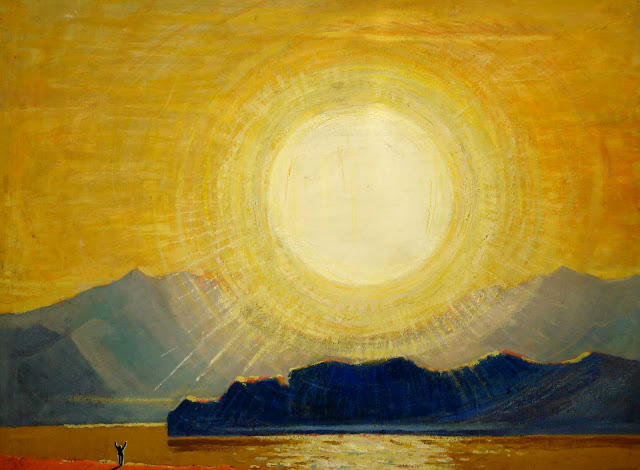
Le Soleil

### L'Adorateur du Soleil
Une place spéciale dans le travail de Tomilovsky a été consacrée au Soleil, qui est la pièce maîtresse de plusieurs de ses créations. À l'ouverture de l'une des expositions, une critique d'art originaire d’Irkoutsk et nommé Paletskaya surnomme Tomilovsky «l'adorateur du soleil», ce qui a été immédiatement repris par certains de ses collègues. Tomilovsky a reconnu que, en effet, le Soleil était l’un de ses objets préférés à représenter dans ses peintures, en particulier pendant les années d'après-guerre. Les critiques d'art écrivaient qu'il semblait que Tomilovsky ait vécu « plus proche du soleil» qu’il admirait, et qu’il ait transféré ses rayons brillants sur sa peinture.

## Conclusion
À l'une de ses expositions qui comprenait plus d'une centaine de peintures, on a demandé à Vladimir Tomilovsky s'il regrettait que beaucoup de ses 1000 œuvres n'aient pas été exposées en raison d’une contrainte d'espace. Il répondit à cette question comme suit : «En vue de l'évaluation d'un parcours créatif d'un artiste, pour comprendre son âme, on pourrait organiser une exposition composée de cinq tableaux. Mais quel genre de peintures faudrait-il choisir? L'exposition peut comprendre un seul tableau. Mais celui-ci doit être créé, et il pourrait être créé par un artiste tout au long de la vie ».

## Galerie

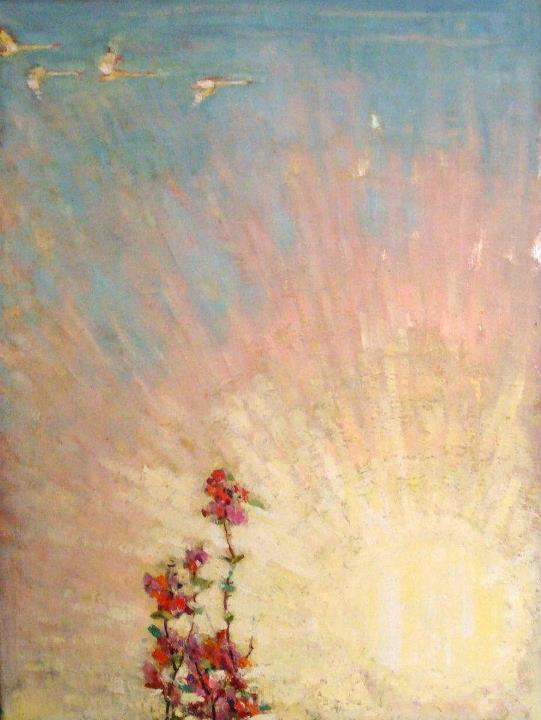
Vol de grues, 1963.
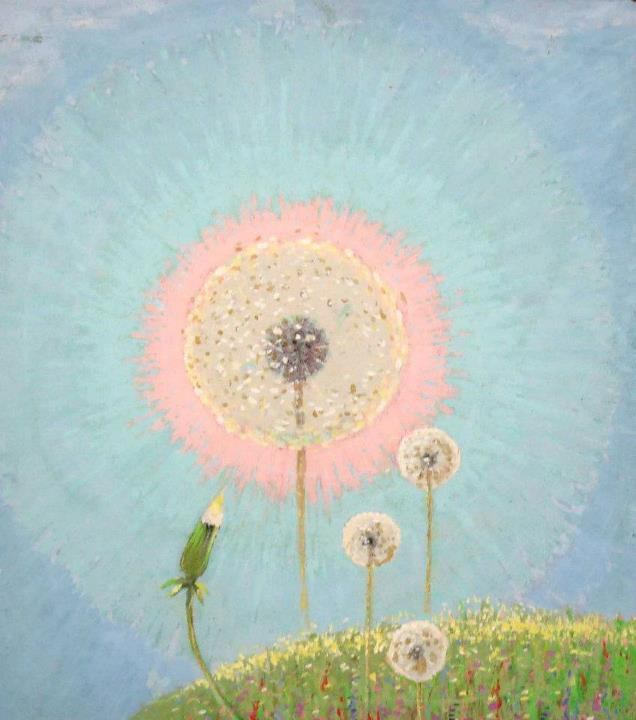
Pissenlit, 1975.
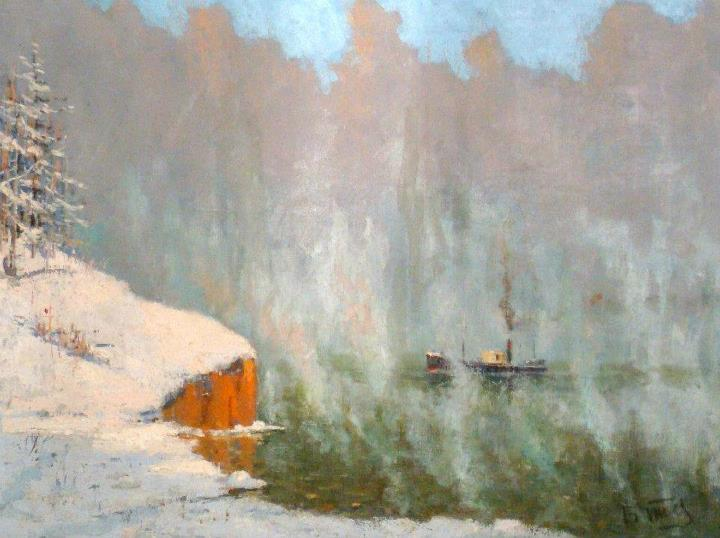
Baïkal en janvier, 1968.
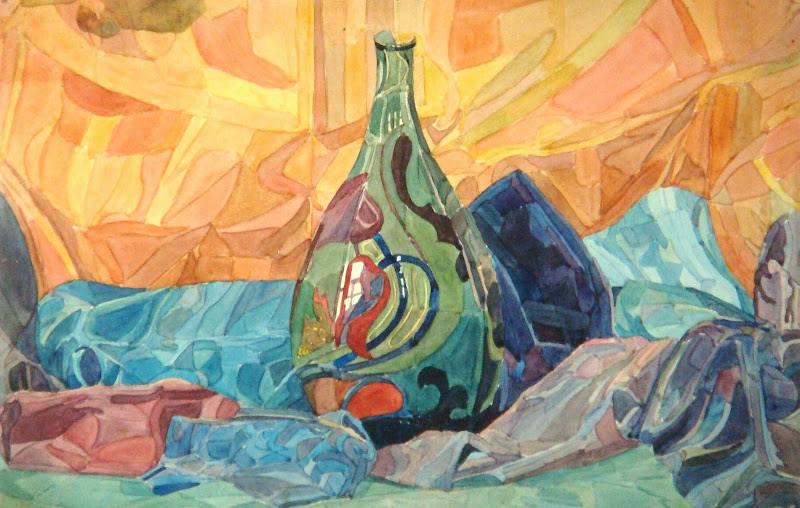
Un vase abstrait, 1924-26.
Dérive de la glace sur les réparations, 1958.
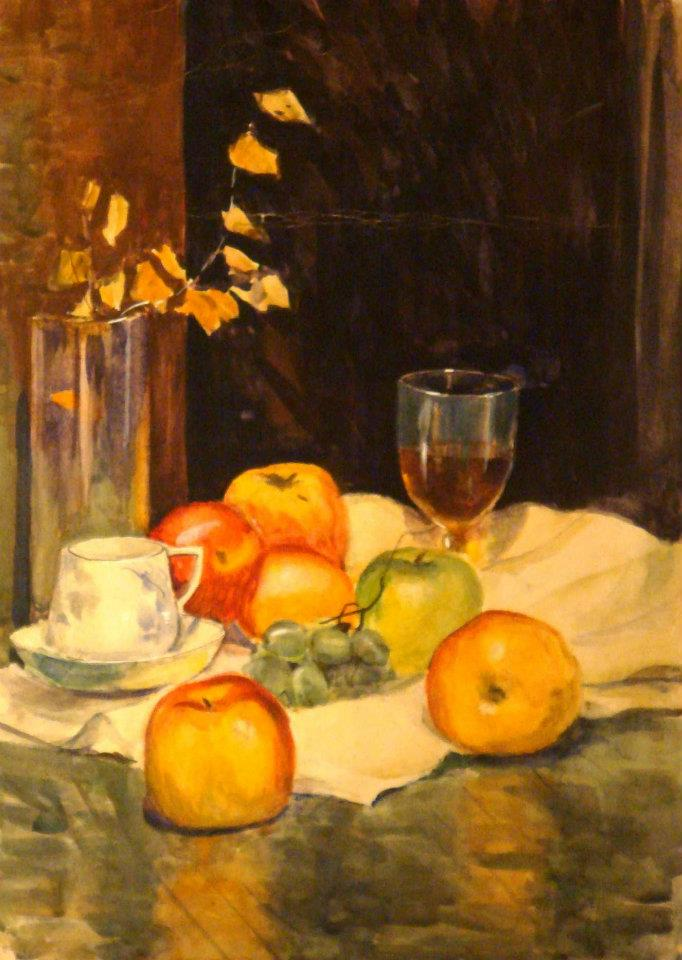
Nature morte avec des pommes, 1957.
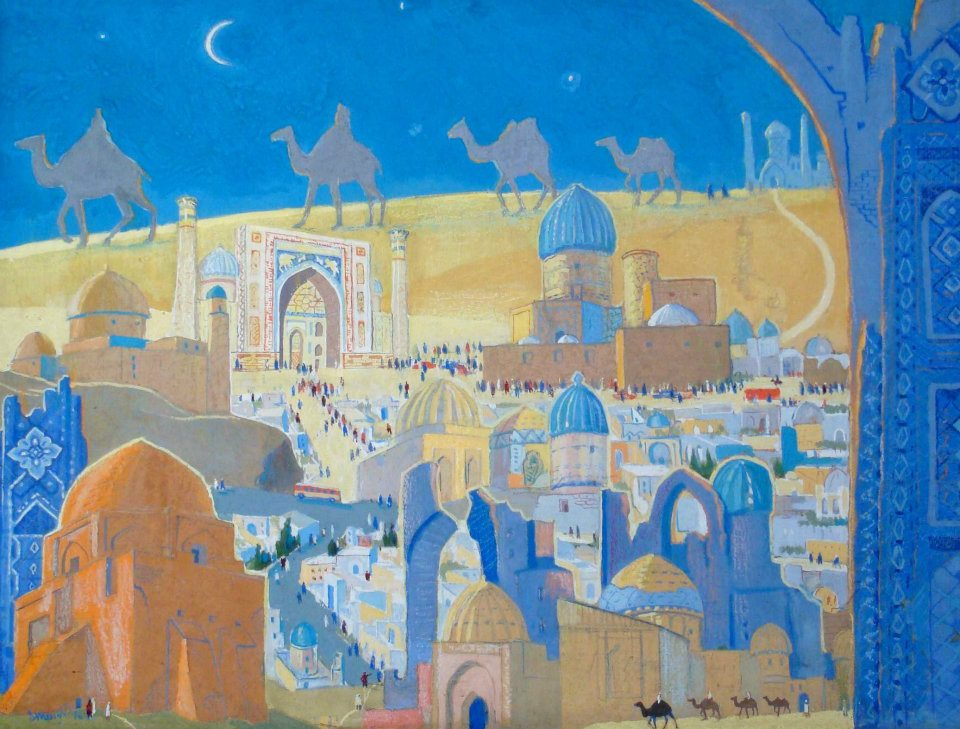
L'Ouzbékistan
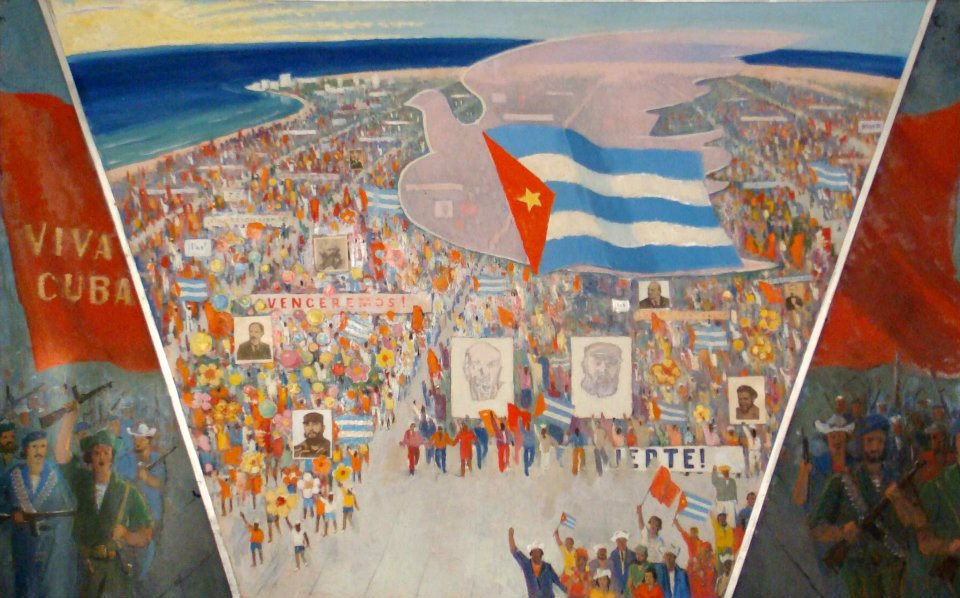
Cuba